# ワールドシリーズ
ワールドシリーズ（英語: World Series）は、プロ野球世界最高峰のメジャーリーグベースボール（MLB）における優勝決定戦。毎年レギュラーシーズン終了後の10月に、ナショナルリーグとアメリカンリーグのそれぞれの優勝チームどうしが戦い、その年の王座を争う。シリーズ優勝チームにはMLB機構コミッショナーから優勝トロフィー "コミッショナーズ・トロフィー" が贈呈される。また、チームも優勝記念にチャンピオンリングを制作し、選手らに贈るのが慣例となっている。このシリーズは北米の秋のシーズンに行われることから俗に「Fall Classic（秋の祭典）」と呼ばれることもある。
MLBは北米に展開するプロ野球リーグであり、30球団中29球団はアメリカ合衆国内に本拠地を置いている（トロント・ブルージェイズのみ本拠地がカナダ）。MLBを含む北米4大プロスポーツリーグに共通する特徴として、優秀な選手が世界中から北米リーグに集まる流れが確立されているということがあるため、その競技においては北米リーグでの優勝――野球ではこのワールドシリーズの制覇――が実質的な世界一ということができる。ただし、北米4大プロスポーツリーグの優勝決定戦で名称にワールド（世界）と冠しているのは､MLBのみである。2010年1月には、MLBに次ぐ規模を持つ日本プロ野球との間でワールドシリーズ王者と日本選手権シリーズ王者の対戦が検討されていることが明らかになったが、実現には至っていない。
シリーズの名称にワールドという単語が入った由来として、ニューヨーク州ニューヨークで発行されていた日刊紙『ニューヨーク・ワールド』がスポンサーをしていたため、という説があるがこれは誤りである。実際には、19世紀に7年間開催されたナショナルリーグとアメリカン・アソシエーションの優勝チームによる選手権が、大仰な表現を好む当時の風潮から次第にワールドシリーズと呼ばれるようになり、これが1903年に始まって以来現在まで続くものに受け継がれた。19世紀のシリーズと現在のシリーズは、同じものとしては扱われず区別されている。現在のシリーズは、1904年と1994年の2度の中止を除いて毎年開催され、2024年シリーズ終了時点で開催回数は120回を数える。
経済誌『フォーブス』の2017年10月の発表によれば、ワールドシリーズのブランド価値は金額にして1億2400万ドルになるといい、これは全世界のスポーツイベントの中で10番目に高い。その一方で、全米テレビ中継の平均視聴率が1980年の32.8％をピークとして下落傾向にあり、2012年には7.6％で最低記録を更新するなど、課題がある。

## ワールドシリーズまでの道のり
| アメリカンリーグ               | アメリカンリーグ               | アメリカンリーグ             |
| 西地区                         | 中地区                         | 東地区                       |
| ------------------------------ | ------------------------------ | ---------------------------- |
| ヒューストン・アストロズ       | シカゴ・ホワイトソックス       | ボルチモア・オリオールズ     |
| ロサンゼルス・エンゼルス       | クリーブランド・ガーディアンズ | ボストン・レッドソックス     |
| オークランド・アスレチックス   | デトロイト・タイガース         | ニューヨーク・ヤンキース     |
| シアトル・マリナーズ           | カンザスシティ・ロイヤルズ     | タンパベイ・レイズ           |
| テキサス・レンジャーズ         | ミネソタ・ツインズ             | トロント・ブルージェイズ     |
| ナショナルリーグ               |                                |                              |
| 西地区                         | 中地区                         | 東地区                       |
| アリゾナ・ダイヤモンドバックス | シカゴ・カブス                 | アトランタ・ブレーブス       |
| コロラド・ロッキーズ           | シンシナティ・レッズ           | マイアミ・マーリンズ         |
| ロサンゼルス・ドジャース       | ミルウォーキー・ブルワーズ     | ニューヨーク・メッツ         |
| サンディエゴ・パドレス         | ピッツバーグ・パイレーツ       | フィラデルフィア・フィリーズ |
| サンフランシスコ・ジャイアンツ | セントルイス・カージナルス     | ワシントン・ナショナルズ     |

メジャーリーグベースボールの30球団は、15球団ずつがアメリカンリーグとナショナルリーグに分かれ、さらに両リーグとも5球団ずつ東・中・西の3地区に分かれている（右表参照）。各球団は同リーグ同地区との対戦を中心に、レギュラーシーズン162試合を戦う。この結果、各地区で最も勝率が高い球団（計6球団）が地区優勝となる。また、地区優勝できなかった球団のうち、各リーグの勝率上位3球団ずつ（計6球団）は地区に関係なくワイルドカードとなる。この12球団がポストシーズンへ進出する。この際、地区首位1枠やワイルドカード3枠にそれよりも多い数のチームが並んだ場合は、レギュラーシーズンの延長として当該球団によるプレイオフが開催される（2021年シーズンまで。2022年シーズンからは、NFLのタイ・ブレークルールに類似した統計数字処理にて順位決定がなされる事となった。）。
ポストシーズンでは、まずワイルドカード1位対2位、地区優勝チームの最低勝率チーム対ワイルドカード3位の4チームが3試合で勝敗を決するワイルドカードシリーズが行われる。この試合に勝った球団が、地区優勝球団も登場する次のディビジョンシリーズ（地区シリーズ）へ進む。このシリーズでは、それぞれのリーグで地区優勝球団とワイルドカードシリーズ勝者の4球団が2組に分かれて対戦し、最大5試合で先に3勝したほうが勝ち抜けとなる。そしてディビジョンシリーズの勝者どうしが、続いてリーグチャンピオンシップシリーズ（リーグ優勝決定シリーズ）で相間見える。同シリーズは最大7試合で先に4勝したほうが勝利し、シリーズ名のとおりリーグ優勝となる。それぞれのリーグでこのチャンピオンシップシリーズを制した球団が、ワールドシリーズへ進出する。
2022年からワイルドカードは、各リーグの各地区トップの3球団を除き、リーグ勝率上位3球団に与えられることに変更された。ワイルドカードシリーズは、最大3試合で先に2勝したほうが勝ち抜けとなり、組み合わせは①勝率4位と5位、②各地区トップのうち勝率が一番低い球団と勝率6位の組み合わせとなる。ディビジョンシリーズは、最大5試合で先に3勝したほうが勝ち抜けとなり、組み合わせは①の勝者と各地区トップのうち勝率が一番高いチーム、②の勝者と各地区トップのうち勝率が二番目のチームの組み合わせとなる。リーグチャンピオンシップシリーズは、それぞれの勝者が最大7試合で先に4勝した方がリーグ優勝となり、ワールドシリーズに進出する。

### 試合方式
ワールドシリーズはリーグチャンピオンシップシリーズと同じく、最大7試合で先に4勝した球団が優勝となる。どちらかの球団が4勝に到達した時点でシリーズは終了となり、以降の試合は行われない。
シリーズは片方の球団の本拠地で第1・2戦と第6・7戦を、もう片方の球団の本拠地で第3・4・5戦を開催する。どちらの球団の本拠地でシリーズが開幕するかについては、2017年からはレギュラーシーズンの勝率などで決める方式である。2003年から2016年まではオールスターゲームの結果であり、オールスターゲームでアメリカンリーグが勝利すればアメリカンリーグ優勝球団の本拠地で、ナショナルリーグが勝利すればナショナルリーグ優勝球団の本拠地で、その年のシリーズが始まることになる。また、1976年からは指名打者制度が採用されており、1985年までは隔年毎に全試合、1986年からはアメリカンリーグ優勝球団の本拠地での試合のみ採用されるようになっている（2020年及び2022年からはナショナルリーグにも指名打者制が導入されたことによって、現在は基本、投手が打席に立つことはない）。

## 歴史

### 19世紀の優勝決定戦
現在のメジャーリーグベースボールを構成しているのはナショナルリーグ（1876年創設）とアメリカンリーグ（1901年創設）の2リーグである。しかし、今日において "メジャーリーグ" として認定されているリーグは、歴史上はこの他にもいくつか存在していた。アメリカンリーグ発足前に運営されていた "メジャーリーグ" のうち、比較的長く10年間続いたアメリカン・アソシエーションは、ナショナルリーグとの間で協定を結び、それぞれのリーグの優勝チームどうしを対戦させていた。1884年から1890年まで開催されていたこの選手権もワールドシリーズと呼ばれていたが、現在のワールドシリーズとは区別される存在である。

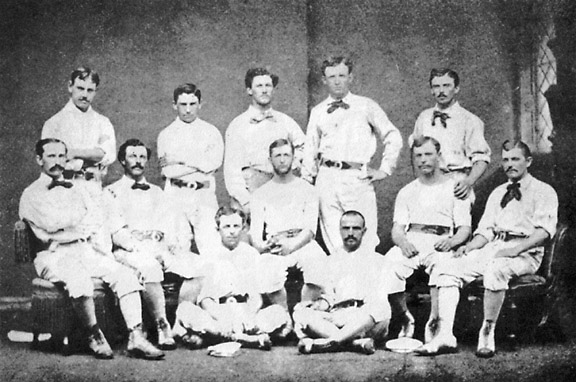
NAPBBP創設初年度のシーズン優勝を果たし、初の "全米王者" となったフィラデルフィア・アスレチックス

ナショナルリーグは、初のプロ野球リーグである全米プロ野球選手協会（NAPBBP）を前身としている。1871年に創設されたNAPBBPは、選手と賭博師との癒着をはじめとする数々の問題を抱えわずか5年で消滅したが、このリーグ戦で優勝したチームが全米王者であるということを初めて打ち出した点で大きな意味を持つ。初代の "全米王者" はフィラデルフィア・アスレチックス（現在のオークランド・アスレチックスとは別球団）であり、翌1872年から1875年まではボストン・レッドストッキングス（現在のアトランタ・ブレーブス）が4連覇を果たした。NAPBBPでは優秀な選手の引き抜きが激しく、レッドストッキングスが4年連続で優勝できたのも後援者の資金力によるところが大きい。
1876年、NAPBBPに参加していたシカゴ・ホワイトストッキングス（現在のシカゴ・カブス）の代表ウィリアム・ハルバートが中心となって、新たにナショナルリーグが発足する。新リーグ初年度は4月22日から10月21日にかけて8チームで争われ、ホワイトストッキングスが52勝14敗で優勝した。このナショナルリーグが、現在 "メジャーリーグ" として認定されているリーグの中で最初にできたものである。そしてこの年から1881年までの6年間は、ナショナルリーグが唯一の "メジャーリーグ" だった。ただナショナルリーグができて間もない頃は、それ以外にも多くのプロ野球チームが活動しており、中にはナショナルリーグ加盟チームより優れた実力を有するチームもあった。ナショナルリーグはそのようなチームを取り込んでいく一方、経営難から日程を消化できないチームが出てくれば、それがたとえ初代 "全米王者" のアスレチックスであっても容赦なく除名して解散に追い込んだ。
1881年秋、ナショナルリーグに対抗する組織としてアメリカン・アソシエーションの創設が決まり、翌1882年からリーグ戦が開始される。アメリカン・アソシエーションが主な客層として狙いをつけたのはブルーカラーだった。ナショナルリーグは、ハルバートが社会的地位の高い人々への浸透を目指す思想を持っており、日曜日に試合を開催しなかったため、労働者の多くは球場へ足を運ぶ時間的余裕がなかった。アメリカン・アソシエーションはこの層を取り込むため日曜日にも試合を行い、またナショナルリーグが禁止している球場での酒の販売も認めた。結果、アメリカン・アソシエーションは1年目にしてナショナルリーグよりも多くの観客を集めた。この年の4月にリーグ会長だったハルバートを亡くしていたナショナルリーグは、1883年にアメリカン・アソシエーションと協定を結ぶ。この協定には選手契約に関することなどとともに、両リーグの優勝チームどうしによる選手権の開催も盛り込まれた。

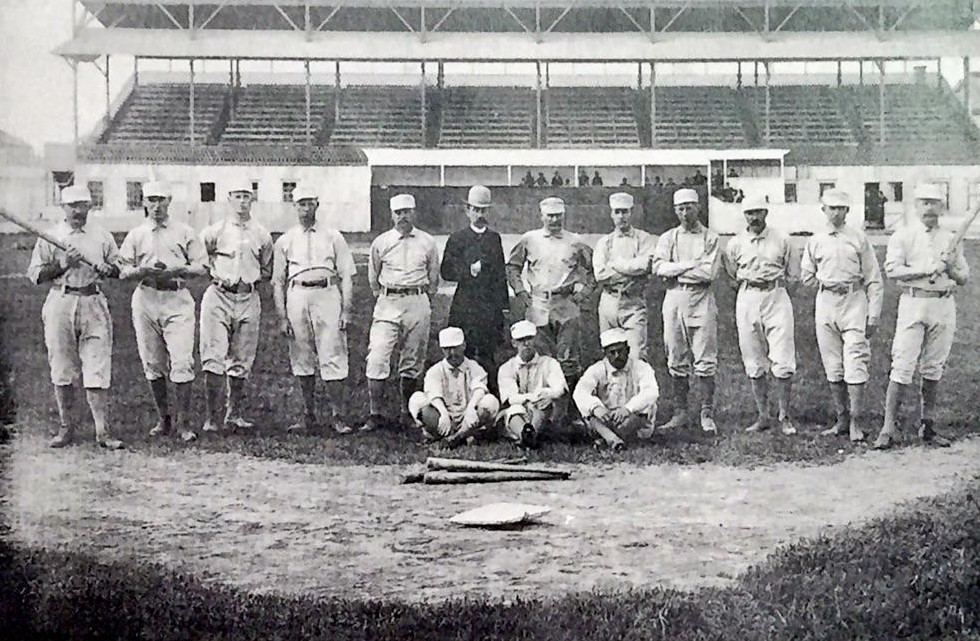
1884年のワールドシリーズを制したプロビデンス・グレイズ

1884年のシーズン、ナショナルリーグではプロビデンス・グレイズが、アメリカン・アソシエーションではニューヨーク・メトロポリタンズが、それぞれ優勝した。そして10月23日から25日の3日間、両チームによる3連戦がニューヨーク州マンハッタンのポロ・グラウンズで行われ、グレイズが3連勝した。年間王者をポストシーズンによって公式に決めた事例はこれが初めてのことだった。元々この3連戦は全米選手権（The Championship of the United States）とされていたにもかかわらず、多くの新聞がグレイズを世界王者と称するようになり、シリーズそのものもワールドシリーズという呼び名が定着した。1880年代はこうした大げさな物言いが流行した時代だった。この1884年は、ナショナルリーグとアメリカン・アソシエーションに次ぐ第三の "メジャーリーグ" としてユニオン・アソシエーションも活動しており、セントルイス・マルーンズが優勝したが、このリーグはナショナルリーグらに対抗して創設されたリーグであり、マルーンズはワールドシリーズには参加していない。ユニオン・アソシエーションは1年限りで解散し、マルーンズは1885年からナショナルリーグへ移る。
1885年以降もナショナルリーグとアメリカン・アソシエーションによるワールドシリーズは継続して行われた。前年の第1回シリーズが3試合だったからといって、それからずっと3試合シリーズで固定だったのかというとそうではなく、年によって試合数はまちまちであった。1885年はナショナルリーグのホワイトストッキングスとアメリカン・アソシエーションのセントルイス・ブラウンズ（現在のセントルイス・カージナルス）による対戦が7試合組まれたが、3勝3敗1分で決着がつかなかった。最も試合数が多かったのは1887年で、ナショナルリーグのデトロイト・ウルバリンズとアメリカン・アソシエーションのブラウンズの対戦は15試合行われ、ウルバリンズが10勝5敗でブラウンズを下した。この年から優勝チームには、ゴーハム社がデザインし製造したドーブレイ・カップというトロフィーが、女優ヘレン・ドーブレイから授与されるようになった。トロフィーは優勝を3度したチームに永久保持の権利が与えられ、それまでは前年の優勝チームから一旦返還されて次の優勝チームに渡ることになっていた。1887年のシリーズでは、怪我のためほとんど出場できなかったウルバリンズのダン・ブローザースが試合前のフィールドに出てきて、トロフィーを本塁の上に置いて見せていたという。
両リーグの制度によって給料を低く抑えられていた選手たちが、1890年に第四の "メジャーリーグ" としてプレイヤーズ・リーグを立ち上げた。新リーグは多くのスター選手を引き抜くことに成功し、観客動員ではナショナルリーグを上回ったものの、リーグ間での客の奪い合いなどが原因で経営的には失敗となり、シーズンはこの1年のみで終わった。この年のワールドシリーズは、ナショナルリーグのブルックリン・ブライドグルームス（現在のロサンゼルス・ドジャース）とアメリカン・アソシエーションのルイビル・カーネルズの対戦で、7試合で3勝3敗1分の引き分けだった。プレイヤーズ・リーグ優勝のボストン・レッズは不参加で、リーグ消滅を受けて翌1891年はアメリカン・アソシエーションに加盟する。ただそのアメリカン・アソシエーションも前年のプレイヤーズ・リーグとの競合、そして同リーグの消滅によって起きたナショナルリーグとの選手獲得競争によって大きな打撃を受けた。この年のシーズン優勝チームは、ナショナルリーグがボストン・ビーンイーターズ（現在のアトランタ・ブレーブス）、アメリカン・アソシエーションはプレイヤーズ・リーグから移籍のレッズで、どちらもマサチューセッツ州ボストンに本拠地を置く球団だった。しかしワールドシリーズは開催されず、シーズン終了後にアメリカン・アソシエーションはナショナルリーグに吸収される形で10年の歴史に幕を下ろした。

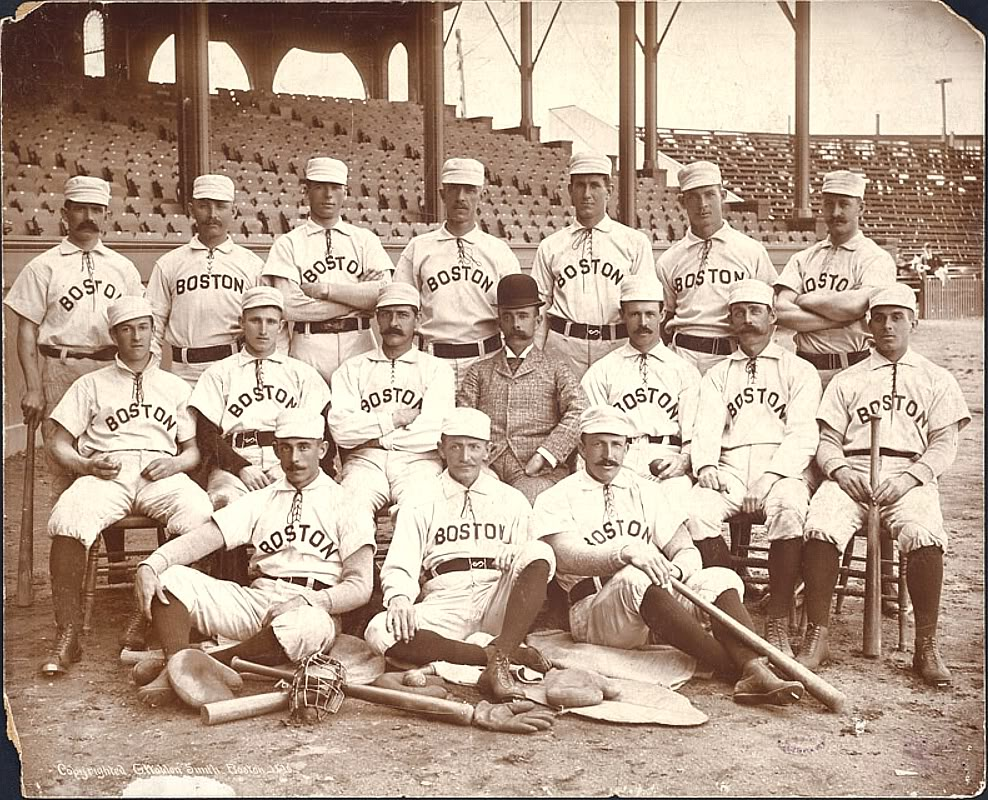
ワールドシリーズ優勝トロフィーとして制作されたドーブレイ・カップを永久保持する権利を得たのは、ワールドシリーズ優勝が1度もないボストン・ビーンイーターズだった

結果的には、19世紀のワールドシリーズは勝者が決まらなかった1890年を最後に終了となった。1892年、唯一の "メジャーリーグ" となったナショナルリーグは2シーズン制を導入した上で、前期優勝のビーンイーターズと後期優勝のクリーブランド・スパイダーズとの年間王者決定戦を行い、ビーンイーターズが勝利した。そしてビーンイーターズは1シーズン制に戻された1893年シーズンも優勝し、1891年からのナショナルリーグ3連覇を達成する。これによりビーンイーターズはドーブレイ・カップの永久保持が認められた。1893年11月12日、ビーンイーターズ投手のヘンリー・ガストライトがケンタッキー州ニューポートでトロフィーを展示したのを最後に、トロフィーは公の場から姿を消し行方がわからなくなった。
1894年からナショナルリーグは、ポストシーズンとして新たにテンプル・カップ（Temple Cup）を導入した。レギュラーシーズン優勝チームと2位のチームが7戦4勝制のシリーズを戦うもので、ピッツバーグ・パイレーツのオーナーのウィリアム・チェイス・テンプルがリーグへ寄贈したトロフィーが勝利チームに授与される。ただし、ナショナルリーグ王者はあくまでもレギュラーシーズン優勝チームであり、2位チームがテンプル・カップで勝ってもリーグ王者とはならない。結局、このシリーズはファンの興味を惹くことができず、1897年のシリーズをもって終了した。4年間でレギュラーシーズンとテンプル・カップの両方を制したのは1896年のボルチモア・オリオールズ（現在の同名球団とは異なる）だけで、残りの3年はいずれも2位チームがテンプル・カップを手にした。1898年・1899年の2シーズンはレギュラーシーズンのみを行ったのち、1900年にはテンプル・カップと同様の試みとして、ペンシルベニア州ピッツバーグの地元紙『ピッツバーグ・クロニクル＝テレグラフ』によるクロニクル＝テレグラフ・カップ（Chronicle-Telegraph Cup）が開催されたが、これもその年1度きりで定着はしていない。

### ワールドシリーズの創設
19世紀には都合4つの "メジャーリーグ" が存在していたが、アメリカ合衆国ではそれ以外にも各地でプロ野球リーグが運営されていた。その中のひとつで中西部に展開していたウェスタンリーグが、リーグの名称をアメリカンリーグへ変更した上で、1901年のシーズンから "メジャーリーグ" になると表明する。新リーグは加盟8チームのうち、3チームをナショナルリーグのチームが本拠地にしている都市（マサチューセッツ州ボストン、イリノイ州シカゴ、ペンシルベニア州フィラデルフィア）に、さらに3チームをかつてナショナルリーグのチームがあった都市（メリーランド州ボルチモア、オハイオ州クリーブランド、ワシントンD.C.）に、それぞれ配した。また、1892年から唯一の "メジャーリーグ" となっていたナショナルリーグがその独占的地位を利用して選手の報酬を低く抑えていたため、アメリカンリーグは報酬に上限を設けない方針を採ることでナショナルリーグから多くの選手を引き抜く。このときナショナルリーグからアメリカンリーグへ移籍した選手の中には、サイ・ヤングやナップ・ラジョイ、ジョン・マグローなど、後に殿堂入りするような選手も含まれていた。
1891年以来10年ぶりに2つの "メジャーリーグ" が並立することになった1901年のシーズンは、ナショナルリーグが観客動員でアメリカンリーグを上回った。しかし1902年になると、発足2年目のアメリカンリーグが観客動員でナショナルリーグを逆転する。発足1年目のシーズンを終えたアメリカンリーグは、新たに1チームを既にナショナルリーグのチームが本拠地にしているミズーリ州セントルイスへ移転させていた。1902年は両リーグがともにチームを置いていた4都市全てで、アメリカンリーグのチームがナショナルリーグのチームより多くの観客を集めた。ファンは、よりレベルの高いアメリカンリーグを選んだのだった。これを受けて、ナショナルリーグは競争から協調へ路線を変更する。1903年1月、ナショナルリーグとアメリカンリーグは協定を結ぶ。この協定では、両リーグがお互いを "メジャーリーグ" として認め、全チームの球団代表の中から選ばれたひとりと両リーグ会長の計3人からなるナショナル・コミッションが設置されることになった。ただこの際、1883年のナショナルリーグとアメリカン・アソシエーションが結んだ協定とは異なり、両リーグの優勝チームどうしによる選手権シリーズの開催は決まっていない。

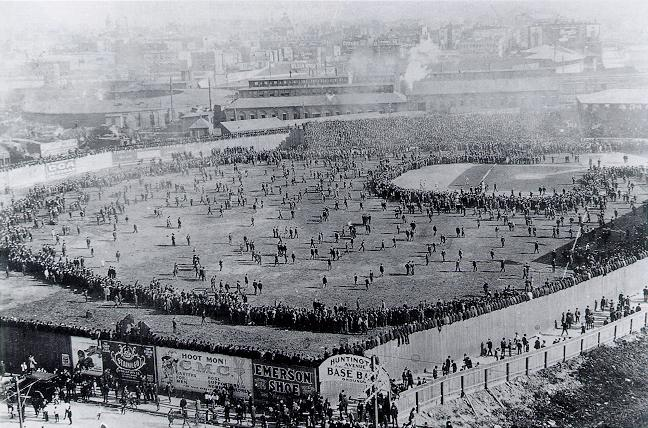
第1回ワールドシリーズの第3戦を前にしたハンティントン・アベニュー・グラウンズの様子

1903年、ナショナルリーグではピッツバーグ・パイレーツが、アメリカンリーグではボストン・アメリカンズ（現在のボストン・レッドソックス）が、それぞれリーグ優勝を果たす。そしてシーズンが終盤に差し掛かっていた9月に両チームのオーナーが会談し、レギュラーシーズン終了後に9戦5勝制のシリーズを開催することで合意した。ナショナル・コミッションの下で実施されるのではなく、あくまでパイレーツとアメリカンズが独自に行うものだが、2つの "メジャーリーグ" の優勝チームどうしによる選手権シリーズは1890年以来の開催となる。これが現在まで続くワールドシリーズの第1回とされている。10月1日にアメリカンズの本拠地ハンティントン・アベニュー・グラウンズで、アメリカンズ先発投手のヤングが第1球を投じてシリーズが開幕し、パイレーツが7－3で勝利した。シリーズは初戦をものにしたパイレーツが第4戦まで3勝1敗と有利に進めていたものの、アメリカンズが第5戦から第8戦まで4連勝して逆転し、5勝3敗のアメリカンズが初代王者となった。
1904年のシーズンは、ナショナルリーグはニューヨーク・ジャイアンツ（現在のサンフランシスコ・ジャイアンツ）が制し、アメリカンリーグはアメリカンズが2連覇を達成する。しかしこの年はワールドシリーズは行われなかった。前年のシリーズがナショナル・コミッションの下での開催ではなかったため、ジャイアンツがアメリカンズとの対戦を拒否したのが原因だった。ジャイアンツの球団オーナーは「ナショナルリーグ優勝チームはマイナーリーグ王者と名誉をかけて戦わなければならない、なんてリーグ競技規則のどこにも書いてないじゃないか」と主張したという。ナショナル・コミッションは、1905年からワールドシリーズの実施を規則で正式に定めた。1905年のナショナルリーグを前年に引き続き制したジャイアンツはこの規則に従って同年のワールドシリーズには出場し、アメリカンリーグ優勝のフィラデルフィア・アスレチックス（現在のオークランド・アスレチックス）を4勝1敗で下して王座を獲得した。

## 結果
1903年にワールドシリーズが創設されたときからリーグに参加している16チームは、いずれも複数回の優勝を経験している。最も早く2度目の優勝を達成したのは1907年・1908年のシリーズを連覇したシカゴ・カブスである。ただし翌年からは、2016年に3度目の優勝を果たすまで、優勝から100年以上も遠ざかっていた。2度目の優勝が最も遅かったのは、2008年に2度目の優勝を果たしたフィラデルフィア・フィリーズである。フィリーズはワールドシリーズ初優勝も1980年で16チームの中では最も遅く、1969年に初優勝したエクスパンションチームのメッツにも先を越されている。ブルックリン・ロビンス（現在のロサンゼルス・ドジャース）は初出場から7シリーズ連続で敗退しており8回目の出場で初優勝を果たした。
一方、1961年以降のエクスパンションによって創設された14チームのうち、複数回の優勝を経験しているのはニューヨーク・メッツ、トロント・ブルージェイズ、マイアミ・マーリンズとカンザスシティ・ロイヤルズの4チームのみである。このうちメッツ、ブルージェイズ、マーリンズの3球団はフィリーズよりも早く2回目のワールドシリーズ優勝を達成している。ミルウォーキー・ブルワーズ、サンディエゴ・パドレス、シアトル・マリナーズ、コロラド・ロッキーズ、タンパベイ・レイズの5チームには優勝経験が無く、ロッキーズはワールドシリーズでは未勝利、マリナーズに至っては未だ出場したことすらない。ブルージェイズ、マーリンズ、ロサンゼルス・エンゼルス、ワシントン・ナショナルズの4球団はワールドシリーズでの敗退がない。ブルージェイズはエクスパンションチームで唯一、ワールドシリーズを連覇している。エクスパンションチーム同士の対戦はこれまでに2015年・2019年・2023年の3例ある。
ヒューストン・アストロズは30球団で唯一ナショナル、アメリカンの両リーグからワールドシリーズへ出場している。またミルウォーキー・ブルワーズもアメリカンリーグに所属していた時に1度の出場経験があるが、両球団とも創設当時に所属していたリーグでは優勝を果たせないまま所属リーグが替わっているため、現状のリーグ編成では両リーグでワールドシリーズの優勝を達成するチームは出ないことになる。
ワイルドカードチームの優勝は、1995年の制度導入から29年間で延べ8度を数える。うちアメリカン・リーグ所属チームが3回、ナショナル・リーグ所属チームが5回である（出場はそれぞれ5回と11回）。1997年にフロリダ・マーリンズがワイルドカードチームとしては初めてシリーズに出場し、かつ初優勝を果たした。マーリンズは2003年にもワイルドカードから優勝しているが、ワイルドカードチームのシリーズ複数回制覇は2024年シリーズ終了時点で唯一である。ワイルドカードチーム同士の対戦は2002年・2014年・2023年の3例ある。
同じ都市を本拠地とするチームどうしの対戦は、シカゴ・カブス対シカゴ・ホワイトソックスが1回（1906年）、ニューヨーク・ジャイアンツ対ニューヨーク・ヤンキースが6回（1921年、1922年、1923年、1936年、1937年、1951年）、ブルックリン・ドジャース対ニューヨーク・ヤンキースが7回（1941年、1947年、1949年、1952年、1953年、1955年、1956年）、セントルイス・カージナルス対セントルイス・ブラウンズが1回（1944年）、ニューヨーク・メッツ対ニューヨーク・ヤンキースが1回（2000年）と、これまで16回あった。1952年以前のボストン、1954年以前のフィラデルフィア、1961年から1965年までのロサンゼルスも2チームが本拠地とする都市だったが、対戦は実現しなかった。
試合は両チームの本拠地球場で交互に行われるが、全試合がひとつの野球場で行われたことがこれまで4回あった。上述の同一都市対決のうち両チームの本拠地球場も同一だった1921年と1922年は全試合がポロ・グラウンズで、同じく1944年は全試合がスポーツマンズ・パークで、新型コロナウイルス感染症（COVID-19）の流行下にあった2020年（ロサンゼルス・ドジャース対タンパベイ・レイズ）は、移動を制限するため全試合がどちらのチームの本拠地球場でもないグローブライフ・フィールド（テキサス・レンジャーズの本拠地球場）でそれぞれ行われた。

### 歴代のシリーズ結果
|   | アメリカンリーグ所属チーム                           |
|   | ナショナルリーグ所属チーム                           |
| E | 1961年以降のエクスパンションによって創設されたチーム |
| W | ワイルドカード（1995年から導入）                     |

| 回  | 開催年 | 優勝チーム                             | 優勝回数                               | 成績                                   | 成績                                   | 成績                                   | 星取表                                 | 星取表                                 | 星取表                                 | 星取表                                 | 星取表                                 | 星取表                                 | 星取表                                 | 星取表                                 | 敗戦チーム                             |
| 回  | 開催年 | 優勝チーム                             | 優勝回数                               | 勝                                     | 分                                     | 敗                                     | 1                                      | 2                                      | 3                                      | 4                                      | 5                                      | 6                                      | 7                                      | 8                                      | 敗戦チーム                             |
| --- | ------ | -------------------------------------- | -------------------------------------- | -------------------------------------- | -------------------------------------- | -------------------------------------- | -------------------------------------- | -------------------------------------- | -------------------------------------- | -------------------------------------- | -------------------------------------- | -------------------------------------- | -------------------------------------- | -------------------------------------- | -------------------------------------- |
| 1   | 1903   | ボストン・アメリカンズ                 | 初優勝                                 | 5                                      |                                        | 3                                      | ●                                      | ○                                      | ●                                      | ●                                      | ○                                      | ○                                      | ○                                      | ○                                      | ピッツバーグ・パイレーツ               |
| －  | 1904   | ナショナルリーグ側の対戦拒否により中止 | ナショナルリーグ側の対戦拒否により中止 | ナショナルリーグ側の対戦拒否により中止 | ナショナルリーグ側の対戦拒否により中止 | ナショナルリーグ側の対戦拒否により中止 | ナショナルリーグ側の対戦拒否により中止 | ナショナルリーグ側の対戦拒否により中止 | ナショナルリーグ側の対戦拒否により中止 | ナショナルリーグ側の対戦拒否により中止 | ナショナルリーグ側の対戦拒否により中止 | ナショナルリーグ側の対戦拒否により中止 | ナショナルリーグ側の対戦拒否により中止 | ナショナルリーグ側の対戦拒否により中止 | ナショナルリーグ側の対戦拒否により中止 |
| 2   | 1905   | ニューヨーク・ジャイアンツ             | 初優勝                                 | 4                                      |                                        | 1                                      | ○                                      | ●                                      | ○                                      | ○                                      | ○                                      |                                        |                                        |                                        | フィラデルフィア・アスレチックス       |
| 3   | 1906   | シカゴ・ホワイトソックス               | 初優勝                                 | 4                                      |                                        | 2                                      | ○                                      | ●                                      | ○                                      | ●                                      | ○                                      | ○                                      |                                        |                                        | シカゴ・カブス                         |
| 4   | 1907   | シカゴ・カブス                         | 初優勝                                 | 4                                      | 1                                      | 0                                      | △                                      | ○                                      | ○                                      | ○                                      | ○                                      |                                        |                                        |                                        | デトロイト・タイガース                 |
| 5   | 1908   | シカゴ・カブス                         | 02年連続02回目                         | 4                                      |                                        | 1                                      | ○                                      | ○                                      | ●                                      | ○                                      | ○                                      |                                        |                                        |                                        | デトロイト・タイガース                 |
| 6   | 1909   | ピッツバーグ・パイレーツ               | 初優勝                                 | 4                                      |                                        | 3                                      | ○                                      | ●                                      | ○                                      | ●                                      | ○                                      | ●                                      | ○                                      |                                        | デトロイト・タイガース                 |
| 7   | 1910   | フィラデルフィア・アスレチックス       | 初優勝                                 | 4                                      |                                        | 1                                      | ○                                      | ○                                      | ○                                      | ●                                      | ○                                      |                                        |                                        |                                        | シカゴ・カブス                         |
| 8   | 1911   | フィラデルフィア・アスレチックス       | 02年連続02回目                         | 4                                      |                                        | 2                                      | ●                                      | ○                                      | ○                                      | ○                                      | ●                                      | ○                                      |                                        |                                        | ニューヨーク・ジャイアンツ             |
| 9   | 1912   | ボストン・レッドソックス               | 09年ぶり02回目                         | 4                                      | 1                                      | 3                                      | ○                                      | △                                      | ●                                      | ○                                      | ○                                      | ●                                      | ●                                      | ○                                      | ニューヨーク・ジャイアンツ             |
| 10  | 1913   | フィラデルフィア・アスレチックス       | 02年ぶり03回目                         | 4                                      |                                        | 1                                      | ○                                      | ●                                      | ○                                      | ○                                      | ○                                      |                                        |                                        |                                        | ニューヨーク・ジャイアンツ             |
| 11  | 1914   | ボストン・ブレーブス                   | 初優勝                                 | 4                                      |                                        | 0                                      | ○                                      | ○                                      | ○                                      | ○                                      |                                        |                                        |                                        |                                        | フィラデルフィア・アスレチックス       |
| 12  | 1915   | ボストン・レッドソックス               | 03年ぶり03回目                         | 4                                      |                                        | 1                                      | ●                                      | ○                                      | ○                                      | ○                                      | ○                                      |                                        |                                        |                                        | フィラデルフィア・フィリーズ           |
| 13  | 1916   | ボストン・レッドソックス               | 02年連続04回目                         | 4                                      |                                        | 1                                      | ○                                      | ○                                      | ●                                      | ○                                      | ○                                      |                                        |                                        |                                        | ブルックリン・ロビンス                 |
| 14  | 1917   | シカゴ・ホワイトソックス               | 011年ぶり02回目                        | 4                                      |                                        | 2                                      | ○                                      | ○                                      | ●                                      | ●                                      | ○                                      | ○                                      |                                        |                                        | ニューヨーク・ジャイアンツ             |
| 15  | 1918   | ボストン・レッドソックス               | 02年ぶり05回目                         | 4                                      |                                        | 2                                      | ○                                      | ●                                      | ○                                      | ○                                      | ●                                      | ○                                      |                                        |                                        | シカゴ・カブス                         |
| 16  | 1919   | シンシナティ・レッズ                   | 初優勝                                 | 5                                      |                                        | 3                                      | ○                                      | ○                                      | ●                                      | ○                                      | ○                                      | ●                                      | ●                                      | ○                                      | シカゴ・ホワイトソックス               |
| 17  | 1920   | クリーブランド・インディアンス         | 初優勝                                 | 5                                      |                                        | 2                                      | ○                                      | ●                                      | ●                                      | ○                                      | ○                                      | ○                                      | ○                                      |                                        | ブルックリン・ロビンス                 |
| 18  | 1921   | ニューヨーク・ジャイアンツ             | 016年ぶり02回目                        | 5                                      |                                        | 3                                      | ●                                      | ●                                      | ○                                      | ○                                      | ●                                      | ○                                      | ○                                      | ○                                      | ニューヨーク・ヤンキース               |
| 19  | 1922   | ニューヨーク・ジャイアンツ             | 02年連続03回目                         | 4                                      | 1                                      | 0                                      | ○                                      | △                                      | ○                                      | ○                                      | ○                                      |                                        |                                        |                                        | ニューヨーク・ヤンキース               |
| 20  | 1923   | ニューヨーク・ヤンキース               | 初優勝                                 | 4                                      |                                        | 2                                      | ●                                      | ○                                      | ●                                      | ○                                      | ○                                      | ○                                      |                                        |                                        | ニューヨーク・ジャイアンツ             |
| 21  | 1924   | ワシントン・セネタース                 | 初優勝                                 | 4                                      |                                        | 3                                      | ●                                      | ○                                      | ●                                      | ○                                      | ●                                      | ○                                      | ○                                      |                                        | ニューヨーク・ジャイアンツ             |
| 22  | 1925   | ピッツバーグ・パイレーツ               | 016年ぶり02回目                        | 4                                      |                                        | 3                                      | ●                                      | ○                                      | ●                                      | ●                                      | ○                                      | ○                                      | ○                                      |                                        | ワシントン・セネタース                 |
| 23  | 1926   | セントルイス・カージナルス             | 初優勝                                 | 4                                      |                                        | 3                                      | ●                                      | ○                                      | ○                                      | ●                                      | ●                                      | ○                                      | ○                                      |                                        | ニューヨーク・ヤンキース               |
| 24  | 1927   | ニューヨーク・ヤンキース               | 04年ぶり02回目                         | 4                                      |                                        | 0                                      | ○                                      | ○                                      | ○                                      | ○                                      |                                        |                                        |                                        |                                        | ピッツバーグ・パイレーツ               |
| 25  | 1928   | ニューヨーク・ヤンキース               | 02年連続03回目                         | 4                                      |                                        | 0                                      | ○                                      | ○                                      | ○                                      | ○                                      |                                        |                                        |                                        |                                        | セントルイス・カージナルス             |
| 26  | 1929   | フィラデルフィア・アスレチックス       | 016年ぶり04回目                        | 4                                      |                                        | 1                                      | ○                                      | ○                                      | ●                                      | ○                                      | ○                                      |                                        |                                        |                                        | シカゴ・カブス                         |
| 27  | 1930   | フィラデルフィア・アスレチックス       | 02年連続05回目                         | 4                                      |                                        | 2                                      | ○                                      | ○                                      | ●                                      | ●                                      | ○                                      | ○                                      |                                        |                                        | セントルイス・カージナルス             |
| 28  | 1931   | セントルイス・カージナルス             | 06年ぶり02回目                         | 4                                      |                                        | 3                                      | ●                                      | ○                                      | ○                                      | ●                                      | ○                                      | ●                                      | ○                                      |                                        | フィラデルフィア・アスレチックス       |
| 29  | 1932   | ニューヨーク・ヤンキース               | 04年ぶり04回目                         | 4                                      |                                        | 0                                      | ○                                      | ○                                      | ○                                      | ○                                      |                                        |                                        |                                        |                                        | シカゴ・カブス                         |
| 30  | 1933   | ニューヨーク・ジャイアンツ             | 011年ぶり04回目                        | 4                                      |                                        | 1                                      | ○                                      | ○                                      | ●                                      | ○                                      | ○                                      |                                        |                                        |                                        | ワシントン・セネタース                 |
| 31  | 1934   | セントルイス・カージナルス             | 04年ぶり03回目                         | 4                                      |                                        | 3                                      | ○                                      | ●                                      | ○                                      | ●                                      | ●                                      | ○                                      | ○                                      |                                        | デトロイト・タイガース                 |
| 32  | 1935   | デトロイト・タイガース                 | 初優勝                                 | 4                                      |                                        | 2                                      | ●                                      | ○                                      | ○                                      | ○                                      | ●                                      | ○                                      |                                        |                                        | シカゴ・カブス                         |
| 33  | 1936   | ニューヨーク・ヤンキース               | 04年ぶり05回目                         | 4                                      |                                        | 2                                      | ●                                      | ○                                      | ○                                      | ○                                      | ●                                      | ○                                      |                                        |                                        | ニューヨーク・ジャイアンツ             |
| 34  | 1937   | ニューヨーク・ヤンキース               | 02年連続06回目                         | 4                                      |                                        | 1                                      | ○                                      | ○                                      | ○                                      | ●                                      | ○                                      |                                        |                                        |                                        | ニューヨーク・ジャイアンツ             |
| 35  | 1938   | ニューヨーク・ヤンキース               | 03年連続07回目                         | 4                                      |                                        | 0                                      | ○                                      | ○                                      | ○                                      | ○                                      |                                        |                                        |                                        |                                        | シカゴ・カブス                         |
| 36  | 1939   | ニューヨーク・ヤンキース               | 04年連続08回目                         | 4                                      |                                        | 0                                      | ○                                      | ○                                      | ○                                      | ○                                      |                                        |                                        |                                        |                                        | シンシナティ・レッズ                   |
| 37  | 1940   | シンシナティ・レッズ                   | 021年ぶり02回目                        | 4                                      |                                        | 3                                      | ●                                      | ○                                      | ●                                      | ○                                      | ●                                      | ○                                      | ○                                      |                                        | デトロイト・タイガース                 |
| 38  | 1941   | ニューヨーク・ヤンキース               | 02年ぶり09回目                         | 4                                      |                                        | 1                                      | ○                                      | ●                                      | ○                                      | ○                                      | ○                                      |                                        |                                        |                                        | ブルックリン・ドジャース               |
| 39  | 1942   | セントルイス・カージナルス             | 08年ぶり04回目                         | 4                                      |                                        | 1                                      | ●                                      | ○                                      | ○                                      | ○                                      | ○                                      |                                        |                                        |                                        | ニューヨーク・ヤンキース               |
| 40  | 1943   | ニューヨーク・ヤンキース               | 02年ぶり10回目                         | 4                                      |                                        | 1                                      | ○                                      | ●                                      | ○                                      | ○                                      | ○                                      |                                        |                                        |                                        | セントルイス・カージナルス             |
| 41  | 1944   | セントルイス・カージナルス             | 02年ぶり05回目                         | 4                                      |                                        | 2                                      | ●                                      | ○                                      | ●                                      | ○                                      | ○                                      | ○                                      |                                        |                                        | セントルイス・ブラウンズ               |
| 42  | 1945   | デトロイト・タイガース                 | 010年ぶり02回目                        | 4                                      |                                        | 3                                      | ●                                      | ○                                      | ●                                      | ○                                      | ○                                      | ●                                      | ○                                      |                                        | シカゴ・カブス                         |
| 43  | 1946   | セントルイス・カージナルス             | 02年ぶり06回目                         | 4                                      |                                        | 3                                      | ●                                      | ○                                      | ●                                      | ○                                      | ●                                      | ○                                      | ○                                      |                                        | ボストン・レッドソックス               |
| 44  | 1947   | ニューヨーク・ヤンキース               | 04年ぶり11回目                         | 4                                      |                                        | 3                                      | ○                                      | ○                                      | ●                                      | ●                                      | ○                                      | ●                                      | ○                                      |                                        | ブルックリン・ドジャース               |
| 45  | 1948   | クリーブランド・インディアンス         | 028年ぶり02回目                        | 4                                      |                                        | 2                                      | ●                                      | ○                                      | ○                                      | ○                                      | ●                                      | ○                                      |                                        |                                        | ボストン・ブレーブス                   |
| 46  | 1949   | ニューヨーク・ヤンキース               | 02年ぶり12回目                         | 4                                      |                                        | 1                                      | ○                                      | ●                                      | ○                                      | ○                                      | ○                                      |                                        |                                        |                                        | ブルックリン・ドジャース               |
| 47  | 1950   | ニューヨーク・ヤンキース               | 02年連続13回目                         | 4                                      |                                        | 0                                      | ○                                      | ○                                      | ○                                      | ○                                      |                                        |                                        |                                        |                                        | フィラデルフィア・フィリーズ           |
| 48  | 1951   | ニューヨーク・ヤンキース               | 03年連続14回目                         | 4                                      |                                        | 2                                      | ●                                      | ○                                      | ●                                      | ○                                      | ○                                      | ○                                      |                                        |                                        | ニューヨーク・ジャイアンツ             |
| 49  | 1952   | ニューヨーク・ヤンキース               | 04年連続15回目                         | 4                                      |                                        | 3                                      | ●                                      | ○                                      | ●                                      | ○                                      | ●                                      | ○                                      | ○                                      |                                        | ブルックリン・ドジャース               |
| 50  | 1953   | ニューヨーク・ヤンキース               | 05年連続16回目                         | 4                                      |                                        | 2                                      | ○                                      | ○                                      | ●                                      | ●                                      | ○                                      | ○                                      |                                        |                                        | ブルックリン・ドジャース               |
| 51  | 1954   | ニューヨーク・ジャイアンツ             | 021年ぶり05回目                        | 4                                      |                                        | 0                                      | ○                                      | ○                                      | ○                                      | ○                                      |                                        |                                        |                                        |                                        | クリーブランド・インディアンス         |
| 52  | 1955   | ブルックリン・ドジャース               | 初優勝                                 | 4                                      |                                        | 3                                      | ●                                      | ●                                      | ○                                      | ○                                      | ○                                      | ●                                      | ○                                      |                                        | ニューヨーク・ヤンキース               |
| 53  | 1956   | ニューヨーク・ヤンキース               | 03年ぶり17回目                         | 4                                      |                                        | 3                                      | ●                                      | ●                                      | ○                                      | ○                                      | ○                                      | ●                                      | ○                                      |                                        | ブルックリン・ドジャース               |
| 54  | 1957   | ミルウォーキー・ブレーブス             | 043年ぶり02回目                        | 4                                      |                                        | 3                                      | ●                                      | ○                                      | ●                                      | ○                                      | ○                                      | ●                                      | ○                                      |                                        | ニューヨーク・ヤンキース               |
| 55  | 1958   | ニューヨーク・ヤンキース               | 02年ぶり18回目                         | 4                                      |                                        | 3                                      | ●                                      | ●                                      | ○                                      | ●                                      | ○                                      | ○                                      | ○                                      |                                        | ミルウォーキー・ブレーブス             |
| 56  | 1959   | ロサンゼルス・ドジャース               | 04年ぶり02回目                         | 4                                      |                                        | 2                                      | ●                                      | ○                                      | ○                                      | ○                                      | ●                                      | ○                                      |                                        |                                        | シカゴ・ホワイトソックス               |
| 57  | 1960   | ピッツバーグ・パイレーツ               | 035年ぶり03回目                        | 4                                      |                                        | 3                                      | ○                                      | ●                                      | ●                                      | ○                                      | ○                                      | ●                                      | ○                                      |                                        | ニューヨーク・ヤンキース               |
| 58  | 1961   | ニューヨーク・ヤンキース               | 03年ぶり19回目                         | 4                                      |                                        | 1                                      | ○                                      | ●                                      | ○                                      | ○                                      | ○                                      |                                        |                                        |                                        | シンシナティ・レッズ                   |
| 59  | 1962   | ニューヨーク・ヤンキース               | 02年連続20回目                         | 4                                      |                                        | 3                                      | ○                                      | ●                                      | ○                                      | ●                                      | ○                                      | ●                                      | ○                                      |                                        | サンフランシスコ・ジャイアンツ         |
| 60  | 1963   | ロサンゼルス・ドジャース               | 04年ぶり03回目                         | 4                                      |                                        | 0                                      | ○                                      | ○                                      | ○                                      | ○                                      |                                        |                                        |                                        |                                        | ニューヨーク・ヤンキース               |
| 61  | 1964   | セントルイス・カージナルス             | 018年ぶり07回目                        | 4                                      |                                        | 3                                      | ○                                      | ●                                      | ●                                      | ○                                      | ○                                      | ●                                      | ○                                      |                                        | ニューヨーク・ヤンキース               |
| 62  | 1965   | ロサンゼルス・ドジャース               | 02年ぶり04回目                         | 4                                      |                                        | 3                                      | ●                                      | ●                                      | ○                                      | ○                                      | ○                                      | ●                                      | ○                                      |                                        | ミネソタ・ツインズ                     |
| 63  | 1966   | ボルチモア・オリオールズ               | 初優勝                                 | 4                                      |                                        | 0                                      | ○                                      | ○                                      | ○                                      | ○                                      |                                        |                                        |                                        |                                        | ロサンゼルス・ドジャース               |
| 64  | 1967   | セントルイス・カージナルス             | 03年ぶり08回目                         | 4                                      |                                        | 3                                      | ○                                      | ●                                      | ○                                      | ○                                      | ●                                      | ●                                      | ○                                      |                                        | ボストン・レッドソックス               |
| 65  | 1968   | デトロイト・タイガース                 | 023年ぶり03回目                        | 4                                      |                                        | 3                                      | ●                                      | ○                                      | ●                                      | ●                                      | ○                                      | ○                                      | ○                                      |                                        | セントルイス・カージナルス             |
| 66  | 1969   | ニューヨーク・メッツ E                 | 初優勝                                 | 4                                      |                                        | 1                                      | ●                                      | ○                                      | ○                                      | ○                                      | ○                                      |                                        |                                        |                                        | ボルチモア・オリオールズ               |
| 67  | 1970   | ボルチモア・オリオールズ               | 04年ぶり02回目                         | 4                                      |                                        | 1                                      | ○                                      | ○                                      | ○                                      | ●                                      | ○                                      |                                        |                                        |                                        | シンシナティ・レッズ                   |
| 68  | 1971   | ピッツバーグ・パイレーツ               | 011年ぶり04回目                        | 4                                      |                                        | 3                                      | ●                                      | ●                                      | ○                                      | ○                                      | ○                                      | ●                                      | ○                                      |                                        | ボルチモア・オリオールズ               |
| 69  | 1972   | オークランド・アスレチックス           | 042年ぶり06回目                        | 4                                      |                                        | 3                                      | ○                                      | ○                                      | ●                                      | ○                                      | ●                                      | ●                                      | ○                                      |                                        | シンシナティ・レッズ                   |
| 70  | 1973   | オークランド・アスレチックス           | 02年連続07回目                         | 4                                      |                                        | 3                                      | ○                                      | ●                                      | ○                                      | ●                                      | ●                                      | ○                                      | ○                                      |                                        | ニューヨーク・メッツ E                 |
| 71  | 1974   | オークランド・アスレチックス           | 03年連続08回目                         | 4                                      |                                        | 1                                      | ○                                      | ●                                      | ○                                      | ○                                      | ○                                      |                                        |                                        |                                        | ロサンゼルス・ドジャース               |
| 72  | 1975   | シンシナティ・レッズ                   | 035年ぶり03回目                        | 4                                      |                                        | 3                                      | ●                                      | ○                                      | ○                                      | ●                                      | ○                                      | ●                                      | ○                                      |                                        | ボストン・レッドソックス               |
| 73  | 1976   | シンシナティ・レッズ                   | 02年連続04回目                         | 4                                      |                                        | 0                                      | ○                                      | ○                                      | ○                                      | ○                                      |                                        |                                        |                                        |                                        | ニューヨーク・ヤンキース               |
| 74  | 1977   | ニューヨーク・ヤンキース               | 015年ぶり21回目                        | 4                                      |                                        | 2                                      | ○                                      | ●                                      | ○                                      | ○                                      | ●                                      | ○                                      |                                        |                                        | ロサンゼルス・ドジャース               |
| 75  | 1978   | ニューヨーク・ヤンキース               | 02年連続22回目                         | 4                                      |                                        | 2                                      | ●                                      | ●                                      | ○                                      | ○                                      | ○                                      | ○                                      |                                        |                                        | ロサンゼルス・ドジャース               |
| 76  | 1979   | ピッツバーグ・パイレーツ               | 08年ぶり05回目                         | 4                                      |                                        | 3                                      | ●                                      | ○                                      | ●                                      | ●                                      | ○                                      | ○                                      | ○                                      |                                        | ボルチモア・オリオールズ               |
| 77  | 1980   | フィラデルフィア・フィリーズ           | 初優勝                                 | 4                                      |                                        | 2                                      | ○                                      | ○                                      | ●                                      | ●                                      | ○                                      | ○                                      |                                        |                                        | カンザスシティ・ロイヤルズ E           |
| 78  | 1981   | ロサンゼルス・ドジャース               | 016年ぶり05回目                        | 4                                      |                                        | 2                                      | ●                                      | ●                                      | ○                                      | ○                                      | ○                                      | ○                                      |                                        |                                        | ニューヨーク・ヤンキース               |
| 79  | 1982   | セントルイス・カージナルス             | 015年ぶり09回目                        | 4                                      |                                        | 3                                      | ●                                      | ○                                      | ○                                      | ●                                      | ●                                      | ○                                      | ○                                      |                                        | ミルウォーキー・ブルワーズ E           |
| 80  | 1983   | ボルチモア・オリオールズ               | 013年ぶり03回目                        | 4                                      |                                        | 1                                      | ●                                      | ○                                      | ○                                      | ○                                      | ○                                      |                                        |                                        |                                        | フィラデルフィア・フィリーズ           |
| 81  | 1984   | デトロイト・タイガース                 | 016年ぶり04回目                        | 4                                      |                                        | 1                                      | ○                                      | ●                                      | ○                                      | ○                                      | ○                                      |                                        |                                        |                                        | サンディエゴ・パドレス E               |
| 82  | 1985   | カンザスシティ・ロイヤルズ E           | 初優勝                                 | 4                                      |                                        | 3                                      | ●                                      | ●                                      | ○                                      | ●                                      | ○                                      | ○                                      | ○                                      |                                        | セントルイス・カージナルス             |
| 83  | 1986   | ニューヨーク・メッツ E                 | 017年ぶり02回目                        | 4                                      |                                        | 3                                      | ●                                      | ●                                      | ○                                      | ○                                      | ●                                      | ○                                      | ○                                      |                                        | ボストン・レッドソックス               |
| 84  | 1987   | ミネソタ・ツインズ                     | 063年ぶり02回目                        | 4                                      |                                        | 3                                      | ○                                      | ○                                      | ●                                      | ●                                      | ●                                      | ○                                      | ○                                      |                                        | セントルイス・カージナルス             |
| 85  | 1988   | ロサンゼルス・ドジャース               | 07年ぶり06回目                         | 4                                      |                                        | 1                                      | ○                                      | ○                                      | ●                                      | ○                                      | ○                                      |                                        |                                        |                                        | オークランド・アスレチックス           |
| 86  | 1989   | オークランド・アスレチックス           | 015年ぶり09回目                        | 4                                      |                                        | 0                                      | ○                                      | ○                                      | ○                                      | ○                                      |                                        |                                        |                                        |                                        | サンフランシスコ・ジャイアンツ         |
| 87  | 1990   | シンシナティ・レッズ                   | 014年ぶり05回目                        | 4                                      |                                        | 0                                      | ○                                      | ○                                      | ○                                      | ○                                      |                                        |                                        |                                        |                                        | オークランド・アスレチックス           |
| 88  | 1991   | ミネソタ・ツインズ                     | 04年ぶり03回目                         | 4                                      |                                        | 3                                      | ○                                      | ○                                      | ●                                      | ●                                      | ●                                      | ○                                      | ○                                      |                                        | アトランタ・ブレーブス                 |
| 89  | 1992   | トロント・ブルージェイズ E             | 初優勝                                 | 4                                      |                                        | 2                                      | ●                                      | ○                                      | ○                                      | ○                                      | ●                                      | ○                                      |                                        |                                        | アトランタ・ブレーブス                 |
| 90  | 1993   | トロント・ブルージェイズ E             | 02年連続02回目                         | 4                                      |                                        | 2                                      | ○                                      | ●                                      | ○                                      | ○                                      | ●                                      | ○                                      |                                        |                                        | フィラデルフィア・フィリーズ           |
| －  | 1994   | 選手会によるストライキのため中止       | 選手会によるストライキのため中止       | 選手会によるストライキのため中止       | 選手会によるストライキのため中止       | 選手会によるストライキのため中止       | 選手会によるストライキのため中止       | 選手会によるストライキのため中止       | 選手会によるストライキのため中止       | 選手会によるストライキのため中止       | 選手会によるストライキのため中止       | 選手会によるストライキのため中止       | 選手会によるストライキのため中止       | 選手会によるストライキのため中止       | 選手会によるストライキのため中止       |
| 91  | 1995   | アトランタ・ブレーブス                 | 038年ぶり03回目                        | 4                                      |                                        | 2                                      | ○                                      | ○                                      | ●                                      | ○                                      | ●                                      | ○                                      |                                        |                                        | クリーブランド・インディアンス         |
| 92  | 1996   | ニューヨーク・ヤンキース               | 018年ぶり23回目                        | 4                                      |                                        | 2                                      | ●                                      | ●                                      | ○                                      | ○                                      | ○                                      | ○                                      |                                        |                                        | アトランタ・ブレーブス                 |
| 93  | 1997   | フロリダ・マーリンズ E W               | 初優勝                                 | 4                                      |                                        | 3                                      | ○                                      | ●                                      | ○                                      | ●                                      | ○                                      | ●                                      | ○                                      |                                        | クリーブランド・インディアンス         |
| 94  | 1998   | ニューヨーク・ヤンキース               | 02年ぶり24回目                         | 4                                      |                                        | 0                                      | ○                                      | ○                                      | ○                                      | ○                                      |                                        |                                        |                                        |                                        | サンディエゴ・パドレス E               |
| 95  | 1999   | ニューヨーク・ヤンキース               | 02年連続25回目                         | 4                                      |                                        | 0                                      | ○                                      | ○                                      | ○                                      | ○                                      |                                        |                                        |                                        |                                        | アトランタ・ブレーブス                 |
| 96  | 2000   | ニューヨーク・ヤンキース               | 03年連続26回目                         | 4                                      |                                        | 1                                      | ○                                      | ○                                      | ●                                      | ○                                      | ○                                      |                                        |                                        |                                        | ニューヨーク・メッツ E W               |
| 97  | 2001   | アリゾナ・ダイヤモンドバックス E       | 初優勝                                 | 4                                      |                                        | 3                                      | ○                                      | ○                                      | ●                                      | ●                                      | ●                                      | ○                                      | ○                                      |                                        | ニューヨーク・ヤンキース               |
| 98  | 2002   | アナハイム・エンゼルス E W             | 初優勝                                 | 4                                      |                                        | 3                                      | ●                                      | ○                                      | ○                                      | ●                                      | ●                                      | ○                                      | ○                                      |                                        | サンフランシスコ・ジャイアンツ W       |
| 99  | 2003   | フロリダ・マーリンズ E W               | 06年ぶり02回目                         | 4                                      |                                        | 2                                      | ○                                      | ●                                      | ●                                      | ○                                      | ○                                      | ○                                      |                                        |                                        | ニューヨーク・ヤンキース               |
| 100 | 2004   | ボストン・レッドソックス W             | 086年ぶり06回目                        | 4                                      |                                        | 0                                      | ○                                      | ○                                      | ○                                      | ○                                      |                                        |                                        |                                        |                                        | セントルイス・カージナルス             |
| 101 | 2005   | シカゴ・ホワイトソックス               | 088年ぶり03回目                        | 4                                      |                                        | 0                                      | ○                                      | ○                                      | ○                                      | ○                                      |                                        |                                        |                                        |                                        | ヒューストン・アストロズ E W           |
| 102 | 2006   | セントルイス・カージナルス             | 024年ぶり10回目                        | 4                                      |                                        | 1                                      | ○                                      | ●                                      | ○                                      | ○                                      | ○                                      |                                        |                                        |                                        | デトロイト・タイガース W               |
| 103 | 2007   | ボストン・レッドソックス               | 03年ぶり07回目                         | 4                                      |                                        | 0                                      | ○                                      | ○                                      | ○                                      | ○                                      |                                        |                                        |                                        |                                        | コロラド・ロッキーズ E W               |
| 104 | 2008   | フィラデルフィア・フィリーズ           | 028年ぶり02回目                        | 4                                      |                                        | 1                                      | ○                                      | ●                                      | ○                                      | ○                                      | ○                                      |                                        |                                        |                                        | タンパベイ・レイズ E                   |
| 105 | 2009   | ニューヨーク・ヤンキース               | 09年ぶり27回目                         | 4                                      |                                        | 2                                      | ●                                      | ○                                      | ○                                      | ○                                      | ●                                      | ○                                      |                                        |                                        | フィラデルフィア・フィリーズ           |
| 106 | 2010   | サンフランシスコ・ジャイアンツ         | 056年ぶり06回目                        | 4                                      |                                        | 1                                      | ○                                      | ○                                      | ●                                      | ○                                      | ○                                      |                                        |                                        |                                        | テキサス・レンジャーズ E               |
| 107 | 2011   | セントルイス・カージナルス W           | 05年ぶり11回目                         | 4                                      |                                        | 3                                      | ○                                      | ●                                      | ○                                      | ●                                      | ●                                      | ○                                      | ○                                      |                                        | テキサス・レンジャーズ E               |
| 108 | 2012   | サンフランシスコ・ジャイアンツ         | 02年ぶり07回目                         | 4                                      |                                        | 0                                      | ○                                      | ○                                      | ○                                      | ○                                      |                                        |                                        |                                        |                                        | デトロイト・タイガース                 |
| 109 | 2013   | ボストン・レッドソックス               | 06年ぶり08回目                         | 4                                      |                                        | 2                                      | ○                                      | ●                                      | ●                                      | ○                                      | ○                                      | ○                                      |                                        |                                        | セントルイス・カージナルス             |
| 110 | 2014   | サンフランシスコ・ジャイアンツ W       | 02年ぶり08回目                         | 4                                      |                                        | 3                                      | ○                                      | ●                                      | ●                                      | ○                                      | ○                                      | ●                                      | ○                                      |                                        | カンザスシティ・ロイヤルズ E W         |
| 111 | 2015   | カンザスシティ・ロイヤルズ E           | 030年ぶり02回目                        | 4                                      |                                        | 1                                      | ○                                      | ○                                      | ●                                      | ○                                      | ○                                      |                                        |                                        |                                        | ニューヨーク・メッツ E                 |
| 112 | 2016   | シカゴ・カブス                         | 108年ぶり03回目                        | 4                                      |                                        | 3                                      | ●                                      | ○                                      | ●                                      | ●                                      | ○                                      | ○                                      | ○                                      |                                        | クリーブランド・インディアンス         |
| 113 | 2017   | ヒューストン・アストロズ E             | 初優勝                                 | 4                                      |                                        | 3                                      | ●                                      | ○                                      | ○                                      | ●                                      | ○                                      | ●                                      | ○                                      |                                        | ロサンゼルス・ドジャース               |
| 114 | 2018   | ボストン・レッドソックス               | 05年ぶり09回目                         | 4                                      |                                        | 1                                      | ○                                      | ○                                      | ●                                      | ○                                      | ○                                      |                                        |                                        |                                        | ロサンゼルス・ドジャース               |
| 115 | 2019   | ワシントン・ナショナルズ E W           | 初優勝                                 | 4                                      |                                        | 3                                      | ○                                      | ○                                      | ●                                      | ●                                      | ●                                      | ○                                      | ○                                      |                                        | ヒューストン・アストロズ E             |
| 116 | 2020   | ロサンゼルス・ドジャース               | 032年ぶり07回目                        | 4                                      |                                        | 2                                      | ○                                      | ●                                      | ○                                      | ●                                      | ○                                      | ○                                      |                                        |                                        | タンパベイ・レイズ E                   |
| 117 | 2021   | アトランタ・ブレーブス                 | 026年ぶり04回目                        | 4                                      |                                        | 2                                      | ○                                      | ●                                      | ○                                      | ○                                      | ●                                      | ○                                      |                                        |                                        | ヒューストン・アストロズ E             |
| 118 | 2022   | ヒューストン・アストロズ E             | 05年ぶり02回目                         | 4                                      |                                        | 2                                      | ●                                      | ○                                      | ●                                      | ○                                      | ○                                      | ○                                      |                                        |                                        | フィラデルフィア・フィリーズ W         |
| 119 | 2023   | テキサス・レンジャーズ E W             | 初優勝                                 | 4                                      |                                        | 1                                      | ○                                      | ●                                      | ○                                      | ○                                      | ○                                      |                                        |                                        |                                        | アリゾナ・ダイヤモンドバックス E W     |
| 120 | 2024   | ロサンゼルス・ドジャース               | 04年ぶり08回目                         | 4                                      |                                        | 1                                      | ○                                      | ○                                      | ○                                      | ●                                      | ○                                      |                                        |                                        |                                        | ニューヨーク・ヤンキース               |

## チーム別記録
|   | アメリカンリーグ所属チーム                           |
|   | ナショナルリーグ所属チーム                           |
| E | 1961年以降のエクスパンションによって創設されたチーム |

| チーム                           | 出場数 | 優勝数 | 敗退数 | 優勝率 | 試合 | 勝利 | 敗戦 | 引分 | 勝率 | 初出場 | 初優勝 | 前回出場 | 前回優勝 |
| -------------------------------- | ------ | ------ | ------ | ------ | ---- | ---- | ---- | ---- | ---- | ------ | ------ | -------- | -------- |
| ニューヨーク・ヤンキース         | 41     | 27     | 14     | .659   | 230  | 135  | 94   | 1    | .590 | 1921年 | 1923年 | 2024年   | 2009年   |
| セントルイス・カージナルス       | 19     | 11     | 8      | .579   | 118  | 58   | 60   | 0    | .492 | 1926年 | 1926年 | 2013年   | 2011年   |
| オークランド・アスレチックス     | 14     | 9      | 5      | .643   | 75   | 41   | 34   | 0    | .547 | 1905年 | 1910年 | 1990年   | 1989年   |
| ボストン・レッドソックス         | 13     | 9      | 4      | .692   | 79   | 49   | 29   | 1    | .628 | 1903年 | 1903年 | 2018年   | 2018年   |
| ロサンゼルス・ドジャース         | 22     | 8      | 14     | .364   | 128  | 57   | 71   | 0    | .445 | 1916年 | 1955年 | 2024年   | 2024年   |
| サンフランシスコ・ジャイアンツ   | 20     | 8      | 12     | .400   | 116  | 57   | 57   | 2    | .500 | 1905年 | 1905年 | 2014年   | 2014年   |
| シンシナティ・レッズ             | 9      | 5      | 4      | .556   | 51   | 26   | 25   | 0    | .510 | 1919年 | 1919年 | 1990年   | 1990年   |
| ピッツバーグ・パイレーツ         | 7      | 5      | 2      | .714   | 47   | 23   | 24   | 0    | .489 | 1903年 | 1909年 | 1979年   | 1979年   |
| デトロイト・タイガース           | 11     | 4      | 7      | .364   | 65   | 27   | 37   | 1    | .422 | 1907年 | 1935年 | 2012年   | 1984年   |
| アトランタ・ブレーブス           | 10     | 4      | 6      | .400   | 59   | 28   | 31   | 0    | .475 | 1914年 | 1914年 | 2021年   | 2021年   |
| シカゴ・カブス                   | 11     | 3      | 8      | .273   | 60   | 23   | 36   | 1    | .390 | 1906年 | 1907年 | 2016年   | 2016年   |
| ボルチモア・オリオールズ         | 7      | 3      | 4      | .429   | 39   | 21   | 18   | 0    | .538 | 1944年 | 1966年 | 1983年   | 1983年   |
| ミネソタ・ツインズ               | 6      | 3      | 3      | .500   | 40   | 19   | 21   | 0    | .475 | 1924年 | 1924年 | 1991年   | 1991年   |
| シカゴ・ホワイトソックス         | 5      | 3      | 2      | .600   | 30   | 17   | 13   | 0    | .567 | 1906年 | 1906年 | 2005年   | 2005年   |
| フィラデルフィア・フィリーズ     | 8      | 2      | 6      | .250   | 43   | 16   | 27   | 0    | .372 | 1915年 | 1980年 | 2022年   | 2008年   |
| クリーブランド・ガーディアンズ   | 6      | 2      | 4      | .333   | 37   | 17   | 20   | 0    | .459 | 1920年 | 1920年 | 2016年   | 1948年   |
| ニューヨーク・メッツ E           | 5      | 2      | 3      | .400   | 29   | 13   | 16   | 0    | .448 | 1969年 | 1969年 | 2015年   | 1986年   |
| ヒューストン・アストロズ E       | 5      | 2      | 3      | .400   | 30   | 13   | 17   | 0    | .433 | 2005年 | 2017年 | 2022年   | 2022年   |
| カンザスシティ・ロイヤルズ E     | 4      | 2      | 2      | .500   | 25   | 13   | 12   | 0    | .520 | 1980年 | 1985年 | 2015年   | 2015年   |
| トロント・ブルージェイズ E       | 2      | 2      | 0      | 1.000  | 12   | 8    | 4    | 0    | .667 | 1992年 | 1992年 | 1993年   | 1993年   |
| マイアミ・マーリンズ E           | 2      | 2      | 0      | 1.000  | 13   | 8    | 5    | 0    | .615 | 1997年 | 1997年 | 2003年   | 2003年   |
| テキサス・レンジャーズ E         | 3      | 1      | 2      | .333   | 17   | 8    | 9    | 0    | .471 | 2010年 | 2023年 | 2023年   | 2023年   |
| アリゾナ・ダイヤモンドバックス E | 2      | 1      | 1      | .500   | 12   | 5    | 7    | 0    | .417 | 2001年 | 2001年 | 2023年   | 2001年   |
| ロサンゼルス・エンゼルス E       | 1      | 1      | 0      | 1.000  | 7    | 4    | 3    | 0    | .571 | 2002年 | 2002年 | 2002年   | 2002年   |
| ワシントン・ナショナルズ E       | 1      | 1      | 0      | 1.000  | 7    | 4    | 3    | 0    | .571 | 2019年 | 2019年 | 2019年   | 2019年   |
| タンパベイ・レイズ E             | 2      | 0      | 2      | .000   | 11   | 3    | 8    | 0    | .272 | 2008年 |        | 2020年   |          |
| サンディエゴ・パドレス E         | 2      | 0      | 2      | .000   | 9    | 1    | 8    | 0    | .111 | 1984年 |        | 1998年   |          |
| ミルウォーキー・ブルワーズ E     | 1      | 0      | 1      | .000   | 7    | 3    | 4    | 0    | .429 | 1982年 |        | 1982年   |          |
| コロラド・ロッキーズ E           | 1      | 0      | 1      | .000   | 4    | 0    | 4    | 0    | .000 | 2007年 |        | 2007年   |          |
| シアトル・マリナーズ E           | 0      |        |        | ----   | 0    |      |      |      | ---- |        |        |          |          |
| アメリカンリーグ優勝チーム       | 120    | 68     | 52     | .567   | 700  | 378  | 319  | 3    | .542 | 1903年 | 1903年 | 2024年   | 2023年   |
| ナショナルリーグ優勝チーム       | 120    | 52     | 68     | .433   | 700  | 319  | 378  | 3    | .458 | 1903年 | 1905年 | 2024年   | 2024年   |

- 太字の項目は2024年シリーズ終了現在での最多数を表す。チームの列のソートボタンで元の順序に戻る。

## 表彰

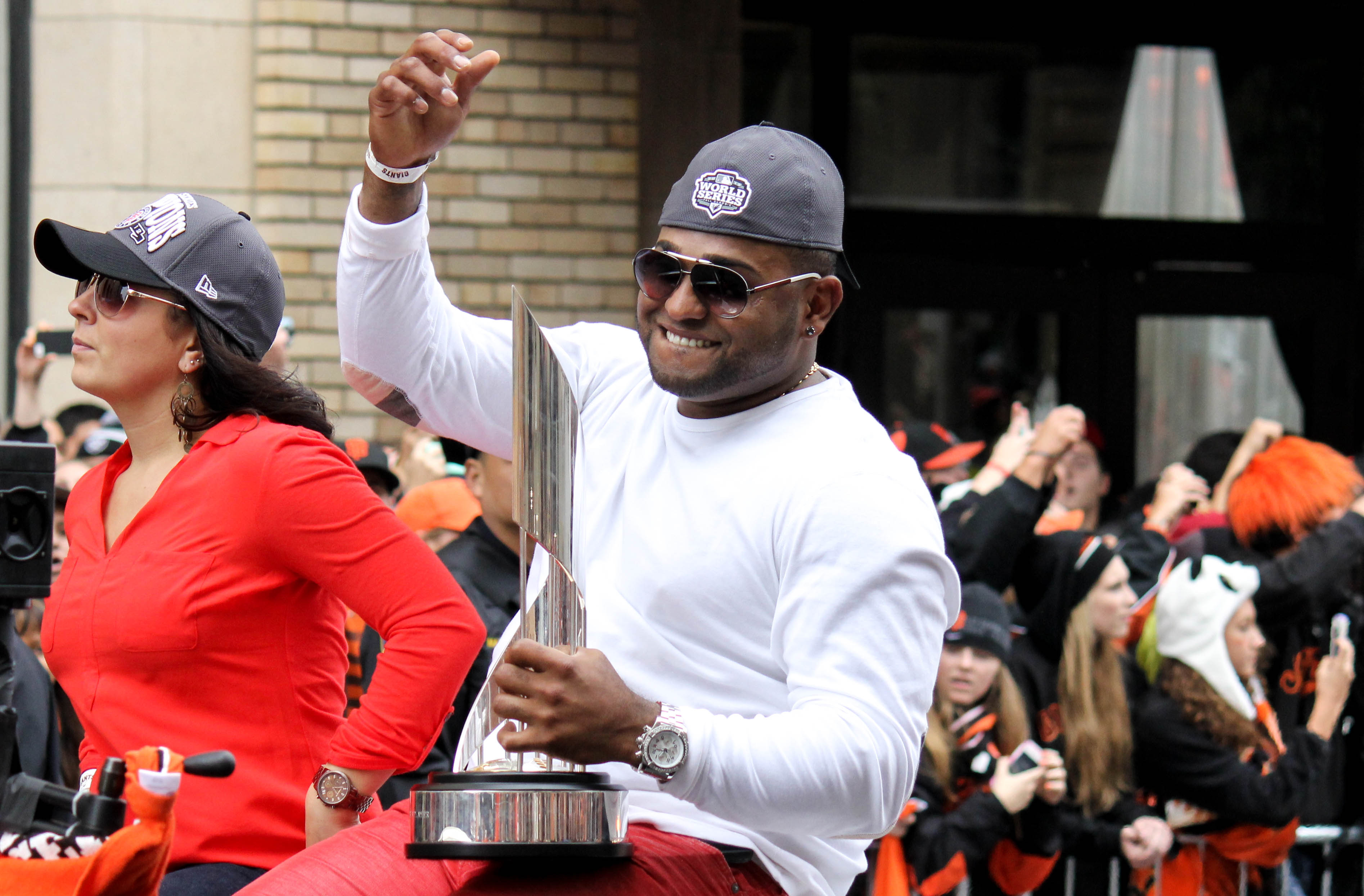
2012年のシリーズ優勝記念パレードに参加したサンフランシスコ・ジャイアンツのパブロ・サンドバル。左手に持っているのがシリーズMVP記念トロフィー